# ماكاتون
ماكاتون هي أداة تواصل تحتوي على الكلام والإشارات والرموز لتمكين الأشخاص ذوي الإعاقة أو صعوبات التعلم من التواصل. يعزز ماكاتون تطوير مهارات الاتصال الأساسية مثل الانتباه والاستماع والفهم والذاكرة والكلام واللغة التعبيرية.   يتم استخدام برنامج لغة ماكاتون مع الأفراد الذين يعانون من صعوبات إدراكية، التوحد، متلازمة داون، ضعف لغوي محدد، ضعف الحواس المتعددة ، والاضطرابات العصبية المكتسبة التي أثرت سلبًا على القدرة على التواصل، بما في ذلك مرضى السكتة الدماغية والخرف.  
اسم "ماكاتون" مشتق من أسماء ثلاثة أعضاء من فريق التدريس الأصلي في مستشفى بوتليز بارك : مارغريت ووكر (مصممة البرنامج ومعالجه النطق في بوتليز بارك)، كاترين جونستون وتوني كورنفورث (استشاريي مستشفى للأمراض النفسية من الجمعية الملكية للصم ). 
ماكاتون هي علامة تجارية مسجلة لجمعية ماكاتون الخيرية، التي تأسست في عام 2007  لتحل محل المؤسسة الخيرية الأصلية، مشروع ماكاتون لتطوير المفردات، الذي تم تأسيسه في عام 1983. تم تقديم طلب العلامة التجارية الأصلي لـماكاتون في بريطانيا في 28 أغسطس 1979، وتمت الموافقة على التسجيل اعتبارًا من ذلك التاريخ تحت رقم تسجيل العلامة التجارية. 1119745. 
في عام 2004، أدرجت مطبعة جامعة أكسفورد ماكاتون ككلمة استخدام شائعة في قاموس أكسفورد الإنجليزي . ينص الإدخال على ما يلي: ماراتون اسم خاص لـ: برنامج لغة يدمج الكلام والإشارات اليدوية والرموز الرسومية، تم تطويره لمساعدة الأشخاص الذين يصعب عليهم التواصل كثيرًا، خاصة أولئك الذين يعانون من صعوبات في التعلم." [بحاجة لمصدر]